# ハマー県
ハマー県（ハマーけん、ハマ県、Hama Governorate, アラビア語: مُحافظاة حماة, Muḥafaẓat Ḥamā）は、シリアの14ある県の一つ。面積は8,883平方km。人口は2,147,000人（2021年推計）。県都はシリア第4位の都市ハマー（ハマ）。

## 地理
シリア西部から中央部にかけて伸び、東はラッカ県に、北はアレッポ県・イドリブ県に、西はラタキア県・タルトゥース県に、南はホムス県に接する。
ハマー県はオロンテス川が南北に流れる穀倉地帯であり、多くの農村が散在する。

## 歴史
またアパメアなどの遺跡もある。
1964年、ハマー動乱 (1964年)。
1981年、ハマー虐殺 (1981年)。
1982年、ハマー虐殺。
2011年、ハマー包囲戦 (2011年)。
2024年、シャーム解放機構を中心とした反政府勢力がハマーに進軍し、12月5日に制圧を発表した

## 行政区分

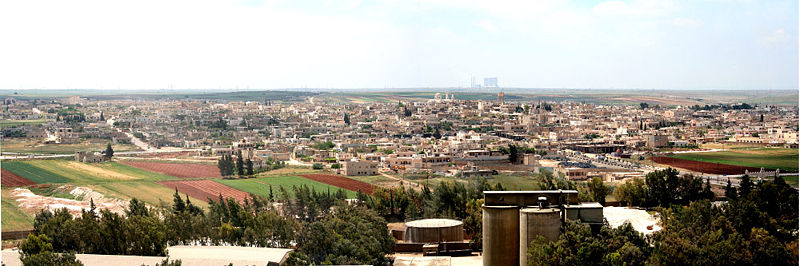
ハマー県中部のカフル・ブフム（ハマー郡）の町の風景

ハマー県には5郡が属する。

### 郡
1. アッ＝スカイラビーヤ郡（英語版）（As-Suqaylabiyah District）
2. ハマー郡（英語版）（Hama District） - ハマー（アラビア語: الخالدية ハーリディーヤ（英語版）がスンニ派の拠点）
3. マスヤーフ郡（英語版）（Masyaf District） - マスヤーフ
4. ムハルデ郡（英語版）（Muhardeh District） -
5. サラミーヤ郡（英語版）（Salamiyah District）

## 経済

### 農業
一般的な農業のほか、トリュフが収穫されることでも知られる。しかし、2020年代においては、地域住民が収穫中にISILの襲撃を受けたり地雷を踏み抜き死傷するなどの被害が出ている。